# Dobroselica, Rekovac
Dobroselica (izvirno srbsko Доброселица) je naselje v Srbiji, ki upravno spada pod Občino Rekovac; slednja pa je del Pomoravskega upravnega okraja.

## Demografija
V naselju živi 36 polnoletnih prebivalcev, pri čemer je njihova povprečna starost 70,8 let (70,4 pri moških in 71,3 pri ženskah). Naselje ima 21 gospodinjstev, pri čemer je povprečno število članov na gospodinjstvo 1,71.
To naselje je, glede na rezultate popisa iz leta 2002, večinoma srbsko.
|  |

| Demografija | Demografija     | Demografija     |
| Leto        | Št. prebivalcev | Št. prebivalcev |
| ----------- | --------------- | --------------- |
|             |                 |                 |
|             |                 |                 |
|             |                 |                 |
|             |                 |                 |
| 1948        | 344             |                 |
| 1953        | 350             |                 |
| 1961        | 324             |                 |
| 1971        | 226             |                 |
| 1981        | 121             |                 |
| 1991        | 71              | 71              |
| 2002        | 36              | 36              |
|             |                 |                 |

| Etnična sestava po popisu iz leta 2002 | Etnična sestava po popisu iz leta 2002 | Etnična sestava po popisu iz leta 2002 | Etnična sestava po popisu iz leta 2002 | Etnična sestava po popisu iz leta 2002 |
| -------------------------------------- | -------------------------------------- | -------------------------------------- | -------------------------------------- | -------------------------------------- |
| Srbi                                   | Srbi                                   |                                        | 34                                     | 94,44%                                 |
| Neznano                                | Neznano                                |                                        | 2                                      | 5,55%                                  |